# 了徳寺健二
了德寺 健二（りょうとくじ けんじ、1948年3月5日 - ）は、日本の実業家・馬主。
了徳寺大学学長、学校法人了徳寺学園理事長を歴任し、現在は最高顧問を務める。

## 経歴・人物
川崎製鉄入社後は軽量級の選手として奮闘する一方で、柔道部監督も務めるプレイングマネージャーだった。会社側はチームの強化に積極的でなかったものの、寝技の卓越した七帝柔道の選手や、国体で活躍していた選手を引き入れてチームの強化を図った。その後さらなる戦力充実を求めて、有望選手が柔道に専念できる柔道専門の部署設立を会社側に要請するも、受け入れられなかった。ならば自分自身でオリンピック選手を育てる環境を築き上げようと思い立ち、会社を退職した。そのような環境作りを現実のものとするための資金稼ぎとして接骨院に目を付けると、夜学の専門学校に5年ほど通い充分な素養を身に付けた上で、接骨院店舗を数多く展開していった。その過程で柔道に専念しながらオリンピックを目指す選手のための環境を作り上げた。なお、専門学校時代は遠距離通学に苦労させられたことから、学生の利便性を考えて専門学校を駅の近くに設置することになった。
2021年に学校法人了徳寺学園をエイジェックに譲渡（現・学校法人エイジェック学園）、2023年には了徳寺大学の理事長にSBCメディカルグループホールディングスCEOの相川佳之が就任したことにより、既に両法人からは離れている。
趣味は錦鯉と庭園造り。

### 略歴
- 2000年 - 学校法人了德寺学園を設立。理事長就任。了德寺学園医療専門学校、了德寺学園リハビリテーション専門学校を開学[3]。
- 2006年 - 了德寺大学を開学。
- 2011年 - 千葉県柔道連盟会長に就任（～平成25年9月）。講道館柔道七段。ストレスフリー療法研究会会長に就任。温熱治療によるストレスホルモンの低減および、血流量増加にともなう各種疾病の改善に関する研究と技術開発および、ストレスフリー療法の利用による健康長寿社会実現に向けた啓発活動を行う。
- 2014年 - 千葉県柔道連盟名誉会長。財団法人日本バレーボール協会評議員就任。4月、学校法人了德寺大学学長就任。

## 馬主活動
日本中央競馬会（JRA）に登録する馬主としても知られる。勝負服の柄は緑、黄襷、袖黄一本輪、冠名にはかつては「シャイン」（牡馬）、「チェスト」（牝馬、鹿児島弁の掛け声）を用いていたが、現在はスペイン語で「宝物」を意味する「テソーロ」を用い、2023年時点ではすべての所有馬の馬名の後方に付けている。当初は個人名義で馬主登録していたが、2018年より法人名義の「了德寺健二ホールディングス」に変更している。

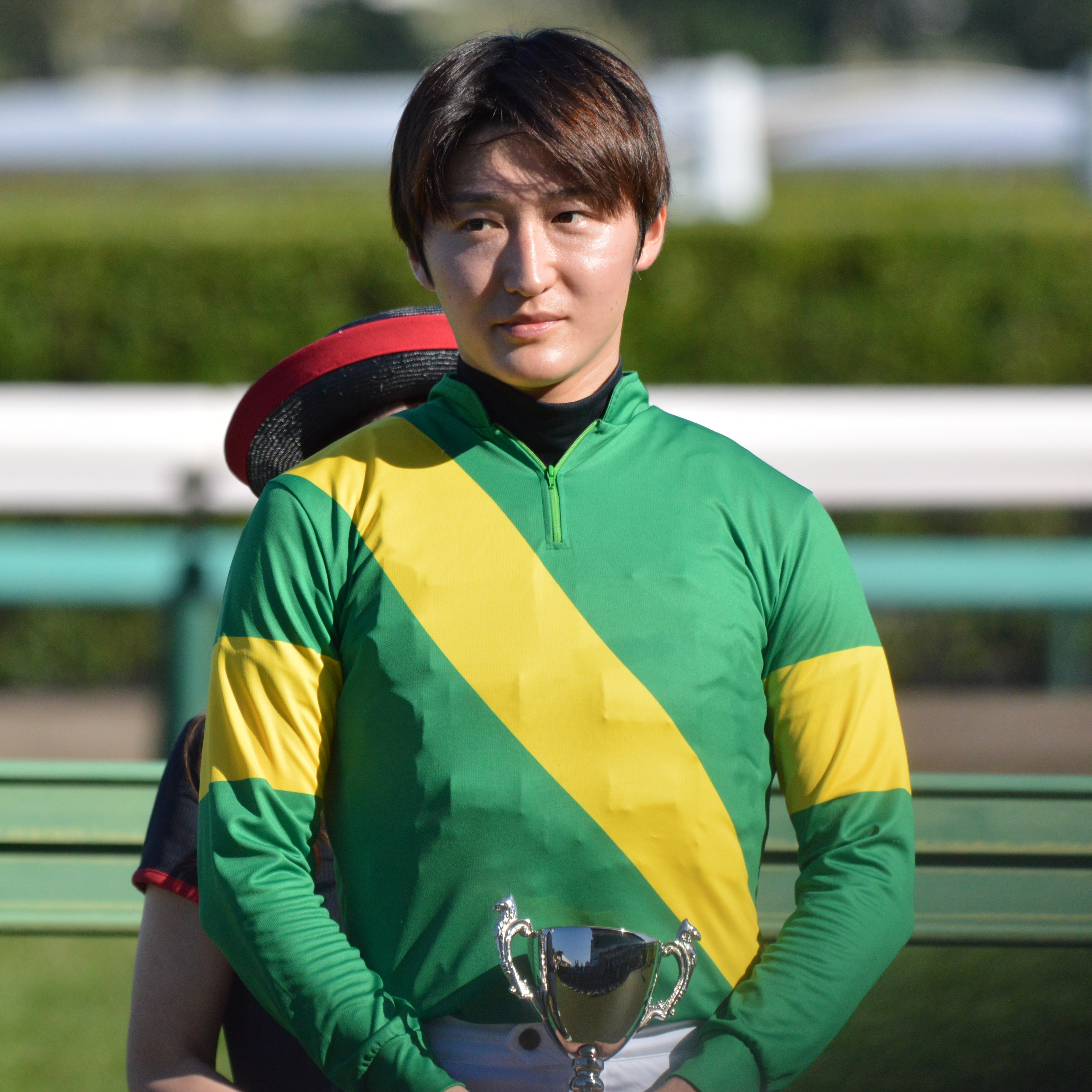
了徳寺の勝負服を着用した鮫島克駿

馬主になったきっかけは、了德寺大学の職員に競馬好きの人物がおり、「馬主になって下さいよ」と頼まれたこと。それ以前は競馬に触れたことはまったくなかったという。
北海道日高町に生産牧場のリョーケンファームを所有するオーナーブリーダーでもある。

### 来歴
- 2015年 - 馬主資格取得[1]。同年8月15日の小倉競馬場第1競走の2歳未勝利戦をチェストケホークが制し、初勝利。
- 2016年 - リエノテソーロがエーデルワイス賞を制し、重賞競走初制覇。さらに同馬は全日本2歳優駿も制し、GI級競走初制覇[1]。
- 2018年 - 名義を「了德寺健二ホールディングス株式会社」の法人名義に変更、また北海道にリョーケンファームを設立[1]。

## 主な所有馬

### GI級競走優勝馬
- リエノテソーロ（2016年エーデルワイス賞、全日本2歳優駿、2018年スパーキングレディーカップ）
- ウシュバテソーロ（2022・2023年東京大賞典、2023年川崎記念、ドバイワールドカップ、日本テレビ盃）[4]
- ウィルソンテソーロ（2023年かきつばた記念、マーキュリーカップ、白山大賞典、2024年JBCクラシック）[5]

### グレード制重賞優勝馬
- オーロラテソーロ（2022年クラスターカップ）[6]

## 著書
- 長生きスイッチシリーズ
  - 第2弾『長生きのスイッチを教えます』2012年8月
  - 第3弾『長生きのスイッチ』2014年6月25日